# H. Briggs
H. Briggs (fl. XIX secolo) è stato un tennista britannico.

## Carriera
Fu il primo vincitore di sempre degli Internazionali di Francia; vinse l'edizione inaugurale del 1891 battendo 6-3, 6-2 il francese P. Baigneres.

## Finali del Grande Slam

### Singolare

#### Vinte (1)
| Anno | Torneo                    | Avversario in finale | Punteggio |
| ---- | ------------------------- | -------------------- | --------- |
| 1891 | Internazionali di Francia | P. Baigneres         | 6-2, 6-3  |